# ماریون گریگ
ماریون گریگ (انگلیسی: Marion Greig؛ زادهٔ february ۲۲, ۱۹۵۴ (۷۱ سال)) ورزشکار روئینگ اهل ایالات متحده آمریکا است.
وی در مسابقات کشوری و بین‌المللی در مجموع برندهٔ ۱ مدال برنز شده‌است.